# Simfiză pubiană
Simfiza pubiană este o articulație cartilaginoasă secundară între ramura superioară stângă și dreaptă ale osului pubian cu oasele șoldului. Se află în fața și sub vezica urinară. La bărbați, ligamentul suspensor al penisului se atașează de simfiza pubiană. La femeie, simfiza pubiană este aproape de clitoris. La adulții normali, poate fi mutată aproximativ 2 mm și cu rotație de 1 grad. Acest lucru crește la femei în momentul nașterii. 
Numele provine de la cuvântul grecesc „simfiză”, care înseamnă „a crește împreună”.

## Anatomie

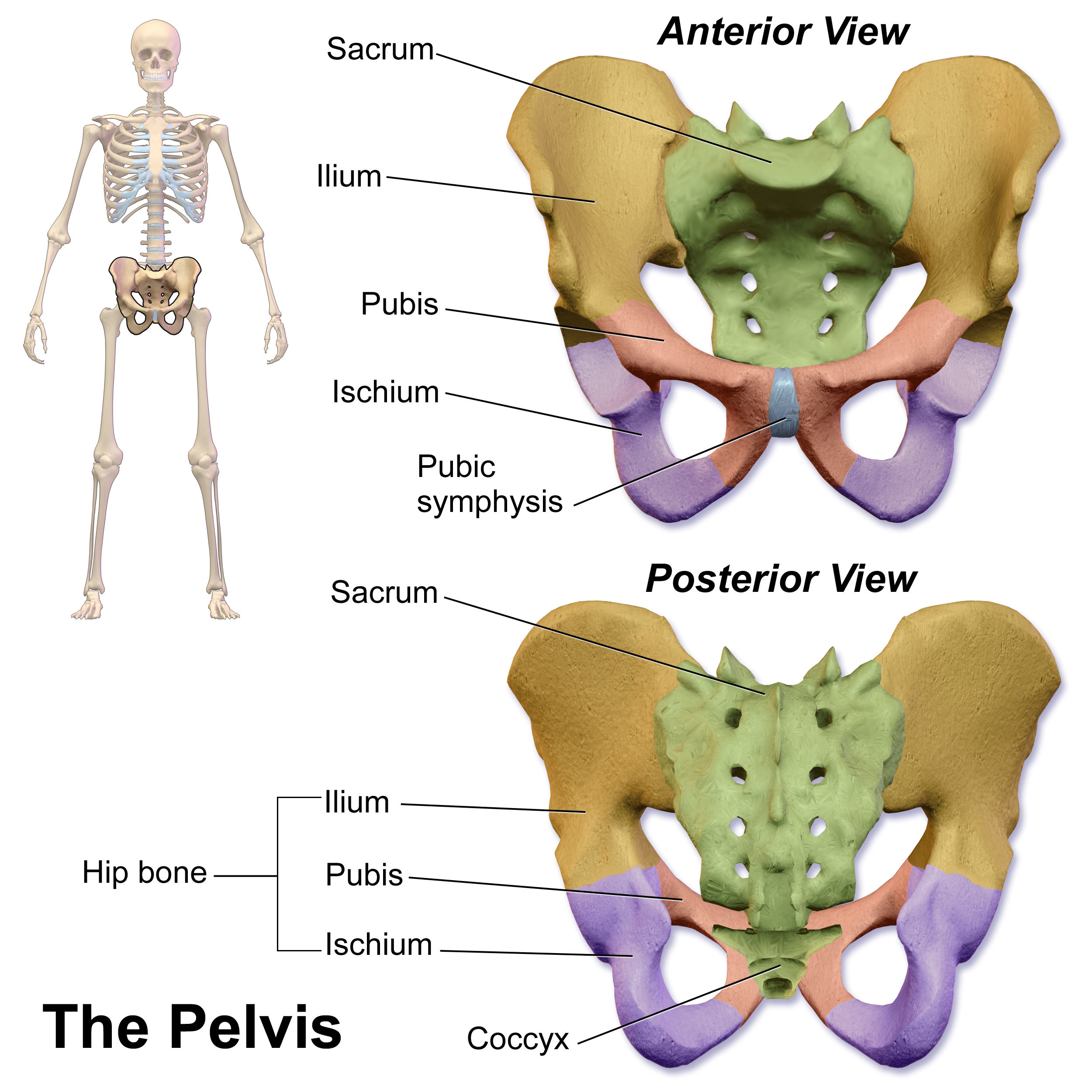

Simfiza pubiană este o articulație amfiartrodială nonsinovială. Lățimea simfizei pubiene în față este de 3-5 mm mai mare decât lățimea sa din spate. Această articulație este conectată de fibrocartilaj și poate conține o cavitate plină de lichid; centrul este avascular, posibil datorită naturii forțelor compresive care trec prin această articulație, ceea ce ar putea duce la boli vasculare dăunătoare.  Capetele ambelor oase pubiene sunt acoperite de un strat subțire de cartilaj hialin atașat la fibrocartilaj. Discul fibrocartilaginos este întărit de o serie de ligamente. Aceste ligamente se agață de discul fibrocartilaginos până la punctul în care fibrele se amestecă cu acesta.
Două astfel de ligamente sunt ligamentul pubian superior și ligamentul pubian inferior, care asigură cea mai mare stabilitate; ligamentele anterioare și posterioare sunt mai slabe. Ligamentul superior puternic și mai gros este întărit de tendoanele mușchiului drept abdominal , mușchiul oblic extern abdominal, mușchiul gracilis și de mușchii șoldului. Ligamentul pubian superior leagă împreună cele două oase pubiene superior, extinzându-se lateral până la tuberculii pubieni. Ligamentul inferior din arcada pubiană este, de asemenea, cunoscut sub numele de ligament pubian arcuat sau ligament subpubic; este un arc gros, triunghiular, din fibre ligamentoase, care leagă împreună cele două oase pubiene de dedesubt și formează limita superioară a arcului pubian. Deasupra, este amestecat cu lamina fibrocartilaginoasă interpubiană; lateral, este atașat la ramul inferior al oaselor pubiene; dedesubt este liber și este separat de fascia diafragmei urogenitale printr-o deschidere prin care vena dorsală profundă a penisului trece în pelvis.

### Fibrocartilajul
Fibrocartilajul este compus din pachete mici, înlănțuite, de tip gros, bine definite fibrele de colagen de tip I. Aceste fascicule de țesut conjunctiv fibros au celule de cartilaj între ele; aceste celule într-o anumită măsură seamănă cu celulele tendinoase. Fibrele colagene sunt de obicei plasate într-un aranjament ordonat paralel cu tensiunea pe țesut. Are un conținut scăzut de glicozaminoglicanii (2% din greutatea uscată). Glicozaminoglicanii sunt polizaharide lungi, ramificate (carbohidrați relativ complecși), constând din unități de dizaharide repetate. Fibrocartilajul nu are un pericondru înconjurător. Perichondrul înconjoară cartilajul osului în curs de dezvoltare; are un strat de țesut conjunctiv dens, neregulat și funcționează în creșterea și repararea cartilajului.

### Cartilajul hialin
Cartilajul hialin este fluierul alb, strălucitor de la capătul oaselor lungi. Acest cartilaj are un potențial de vindecare slab, iar eforturile de a-l determina să se repare se termină frecvent cu un fibrocartilaj similar, dar mai slab.

### Dezvoltare
La nou-născut, simfiza pubiană este de 9-10 lățime mm, cu plăci de capăt cartilaginoase groase. Până la mijlocul adolescenței se atinge dimensiunea adultului. În timpul maturității, plăcile finale scad în lățime până la un strat mai subțire. Degenerarea simfizei pubiene însoțește îmbătrânirea și postpartum . Femeile au o grosime mai mare a acestui disc pubian, ceea ce permite o mai mare mobilitate a oaselor pelvine, oferind astfel un diametru mai mare al cavității pelvine în timpul nașterii .

## Fiziologie
Analiza bazinului arată că regiunile slabe funcționează ca arcuri, transferând greutatea trunchiului vertical din sacrum în șolduri. Simfiza pubiană conectează aceste două arcuri purtătoare de greutate, iar ligamentele care înconjoară această regiune pelviană mențin integritatea mecanică.
Principalele mișcări ale simfizei pubiene sunt alunecarea superioară / inferioară și separarea / compresia. Funcțiile articulației sunt de a absorbi șocurile în timpul mersului și de a permite livrarea unui copil.

## Semnificația clinică

### Vătămare
Simfiza pubiană se lărgește ușor atunci când picioarele sunt întinse la distanță. În sporturile în care aceste mișcări sunt adesea efectuate, riscul unei blocări a simfizei pubiene este mare, caz în care, după finalizarea mișcării, oasele de la simfiză nu se aliniază corect și se pot bloca într-o poziție dislocată . Durerea rezultată poate fi severă, mai ales atunci când se aplică o tensiune suplimentară asupra articulației afectate. În majoritatea cazurilor, articulația poate fi redusă cu succes în poziția sa normală numai de către un profesionist medical instruit  .

### Afecțiuni
Bolile metabolice, cum ar fi osteodistrofia renală, produc o lărgire, în timp ce ocronoza are ca rezultat depozite calcifice în simfiză. Bolile inflamatorii, cum ar fi spondilita anchilozantă, duc la fuziunea osoasă a simfizei. Osteita pubiană, cea mai frecventă boală inflamatorie din această zonă, este tratată cu medicamente antiinflamatorii și odihnă. Boala degenerativă a simfizei articulare, care poate provoca dureri inghinale, rezultă din instabilitate sau din mecanica pelviană anormală. 
Simfizioliza este separarea sau alunecarea simfizei. S-a estimat că apare la 0,2% din sarcini. 

### Sarcina
În timpul sarcinii la om, hormoni precum relaxina remodelează această capsulă ligamentoasă permițând oaselor pelvine să fie mai flexibile pentru livrare. Decalajul simfizei pubiene este în mod normal de 4-5 mm dar în timpul sarcinii va exista o creștere de cel puțin 2-3 mm, prin urmare, se consideră că o lățime totală de până la 9 mm între cele două oase este normal pentru o femeie însărcinată. Simfiza pubiană se separă într-o oarecare măsură în timpul nașterii . La unele femei, această separare poate deveni o diastază a simfizei pubiene . Diastaza ar putea fi rezultatul unei nașteri rapide,  sau a unei nașteri cu forceps,  sau poate fi o afecțiune prenatală .  O diastază a pubisului simfizic este o cauză a durerii centurii pelvine (PGP). În general, aproximativ 45% dintre toate femeile însărcinate și 25% dintre toate femeile postpartum suferă de PGP. 

### Simfiziotomie
Simfiziotomia este o procedură chirurgicală în care cartilajul simfizei pubiene este împărțit pentru a lărgi pelvisul permițând nașterea atunci când există o problemă mecanică. Permite livrarea în siguranță a fătului în cazul în care secțiunea cezariană nu este o opțiune. Simfiziotomia este sugerată pentru femeile din zonele izolate care se confruntă cu travaliul obstrucționat, unde alte intervenții medicale nu sunt disponibile. 
Această practică a fost efectuată în Europa înainte de introducerea secțiunii cezariene. Din punct de vedere istoric, în timpul travaliului obstrucționat, craniul fătului a fost, de asemenea, cel puțin ocazional, zdrobit pentru a facilita și mai mult nașterea. 

## Societate și cultură

### Utilizare în antropologia criminalistică
Simfizele pubiene au importanță în domeniul antropologiei criminalistice, deoarece pot fi utilizate pentru a estima vârsta scheletelor adulte. De-a lungul vieții, suprafețele sunt purtate la un ritm destul de previzibil. Prin examinarea uzurii simfizei pubiene, este posibilă estimarea vârstei persoanei la moarte. 

## Imagini suplimentare

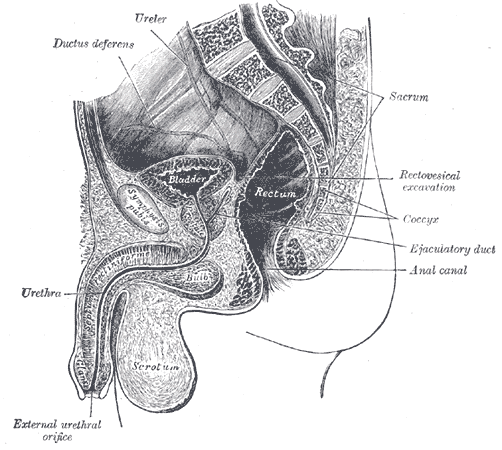
Secțiunea sagitală mediană a bazinului masculin
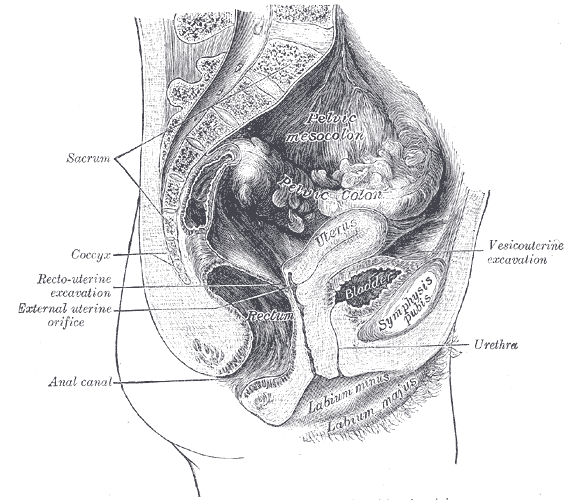
Secțiunea sagitală mediană a bazinului feminin
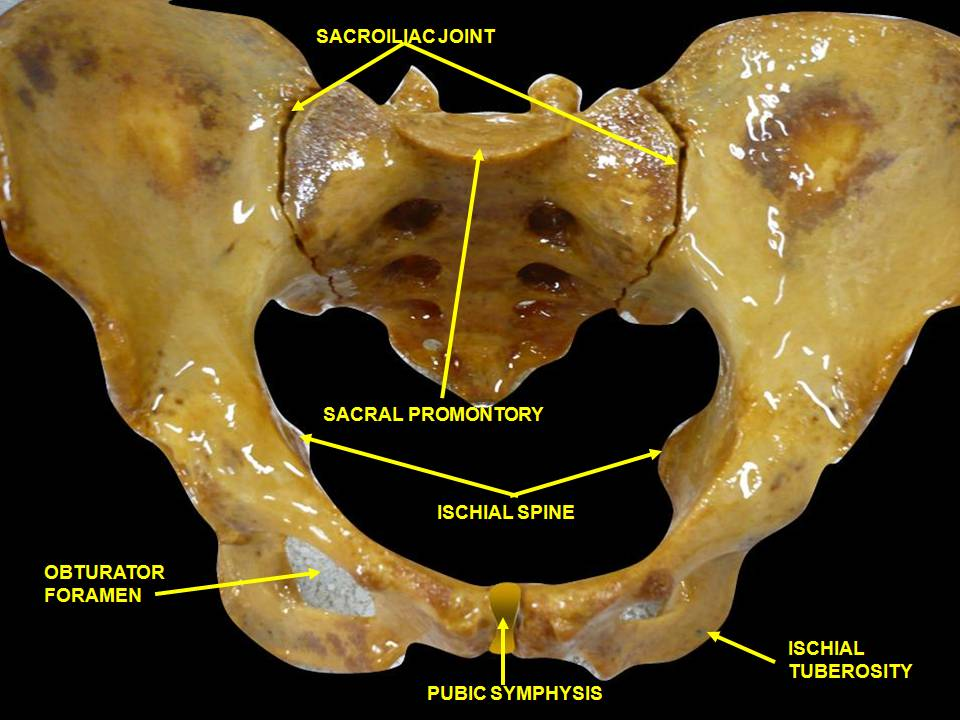
Vedere anterioară a bazinului corporal dintr-o disecție. Simfiza pubiană anterior.